# 黄日宾
黄日宾（1912年—1970年），字坚白，山东省莱阳市人，曾担任中共莱阳县委书记。

## 生平
1912年，黄日宾出生于莱阳县羊郡镇大黄家村，曾在莱阳山东省立第二乡村师范学校学习。莱阳乡师是中国共产党在当地的活动据点，组建有中共莱阳乡师支部，黄日宾在校期间积极参加党支部组织的学生运动。1932年9月，加入中国共产党。同月10月，出任中共莱阳乡师支部委员。1933年10月，中共莱阳中心县委撤销，分别建立隶属中共胶东特委的莱阳县委和海阳特支，黄日宾任莱阳县委书记。1934年1月，黄日宾领导组建了海莱游击队，同月辞去县委书记职务。同年2月，莱阳县委军事部长贾佩钦被捕叛变，黄日宾中共身份暴露，被迫转移到东北地区暂避。1935年，黄日宾返回胶东，仍在海莱边区活动，并参加了11月29日发动的一一·四暴动。暴动失败后，黄日宾去北平从事地下活动。1949年2月，返回家乡务农。1970年，因病逝世，终年58岁。

## 其他相关
黄日宾是后来曾担任八一电影制片厂政委的慕湘的入党介绍人。